# Itaguaí
Itaguaí är en stad och kommun i östra Brasilien och ligger i delstaten Rio de Janeiro. Stadens befolkning uppgick år 2010 till 104 000 invånare, medan kommunen i sin helhet hade cirka 117 000 invånare 2014

## Administrativ indelning
Kommunen var år 2010 indelad i två distrikt:
- Ibituporanga
- Itaguaí

Distriktet Itaguí omfattar bland annat den östra delen av Itacuruçáön, Martinsön, samt ett område på Restinga da Marambaia, en restinga som ägs av den brasilianska armén.